# Торе ди Моро (Мачерата)
Торе ди Моро је насеље у Италији у округу Мачерата, региону Марке.
Према процени из 2011. у насељу је живело 20 становника. Насеље се налази на надморској висини од 513 м.